# Christuskirche (Dudweiler)

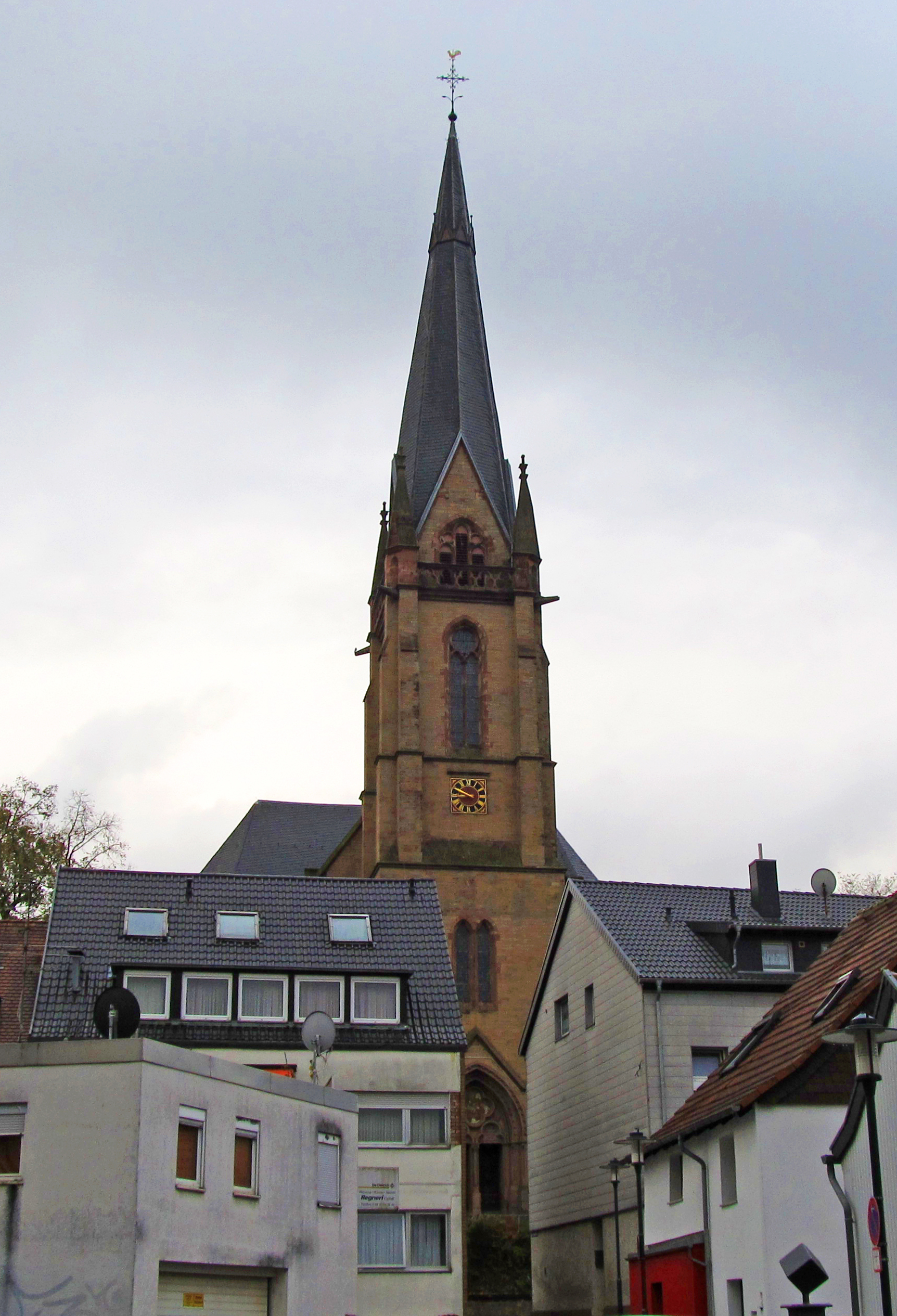
Christuskirche in Dudweiler

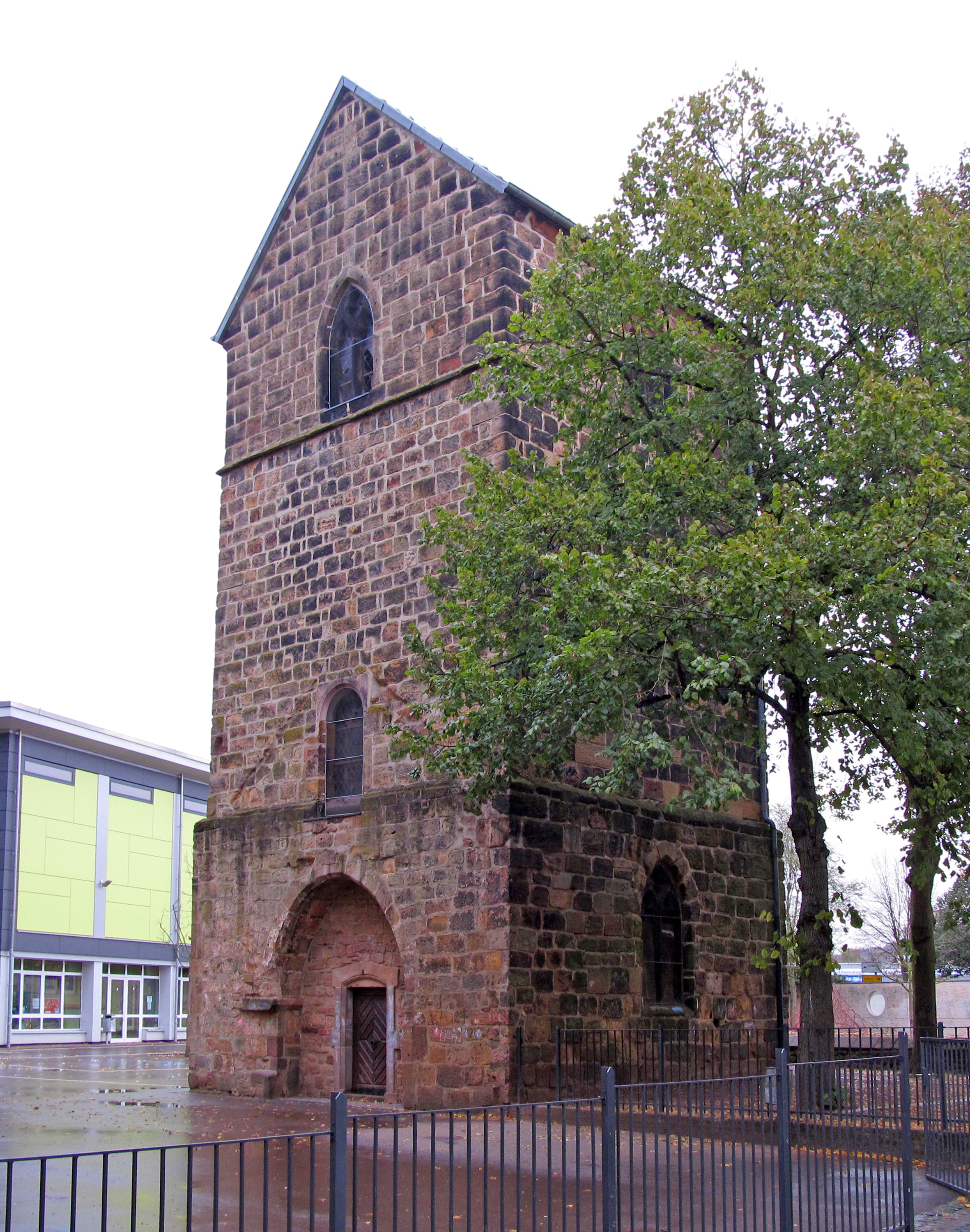
„Alter Turm“ des 1908 abgerissenen Vorgängerbaus der heutigen Kirche

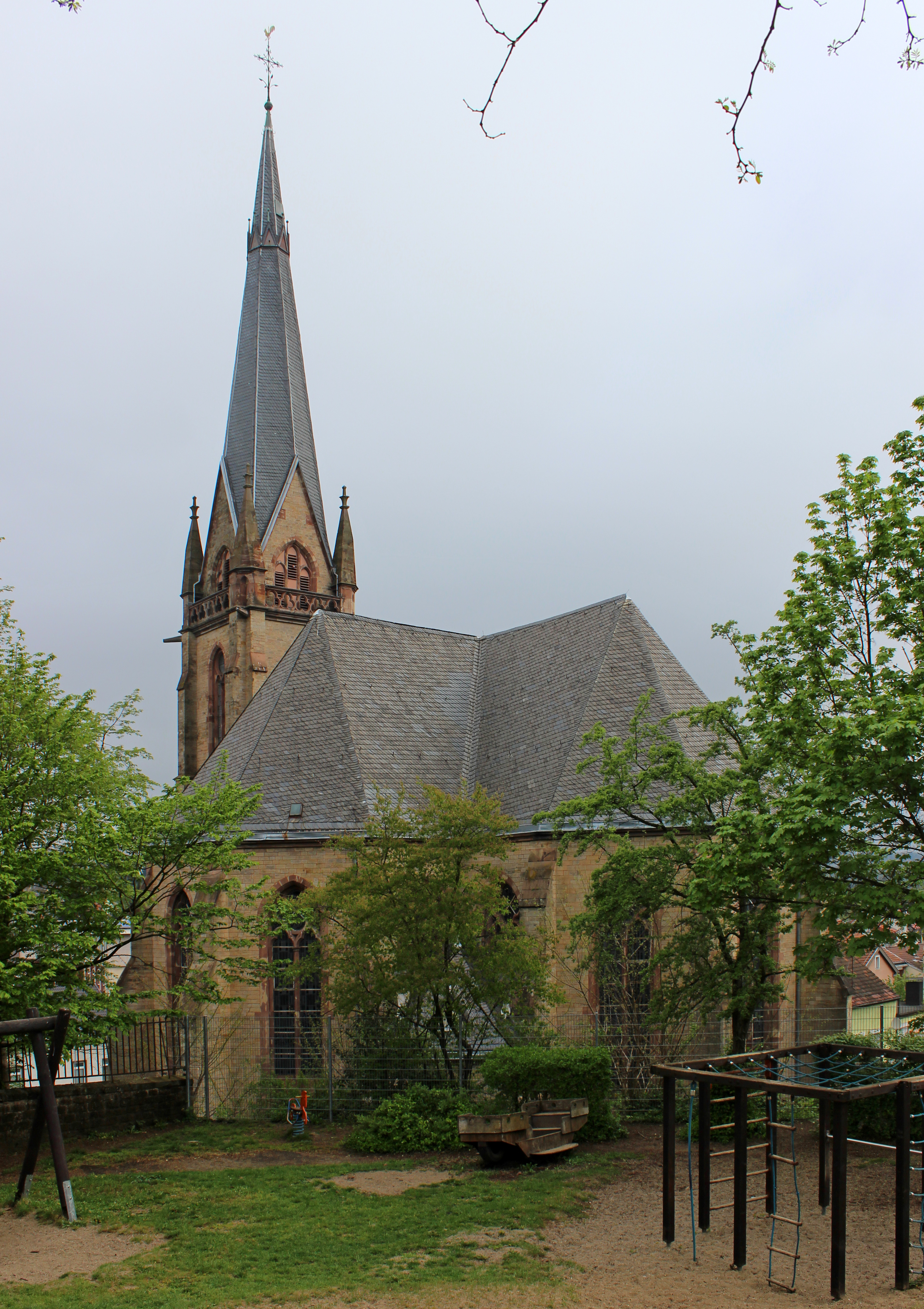
Christuskirche

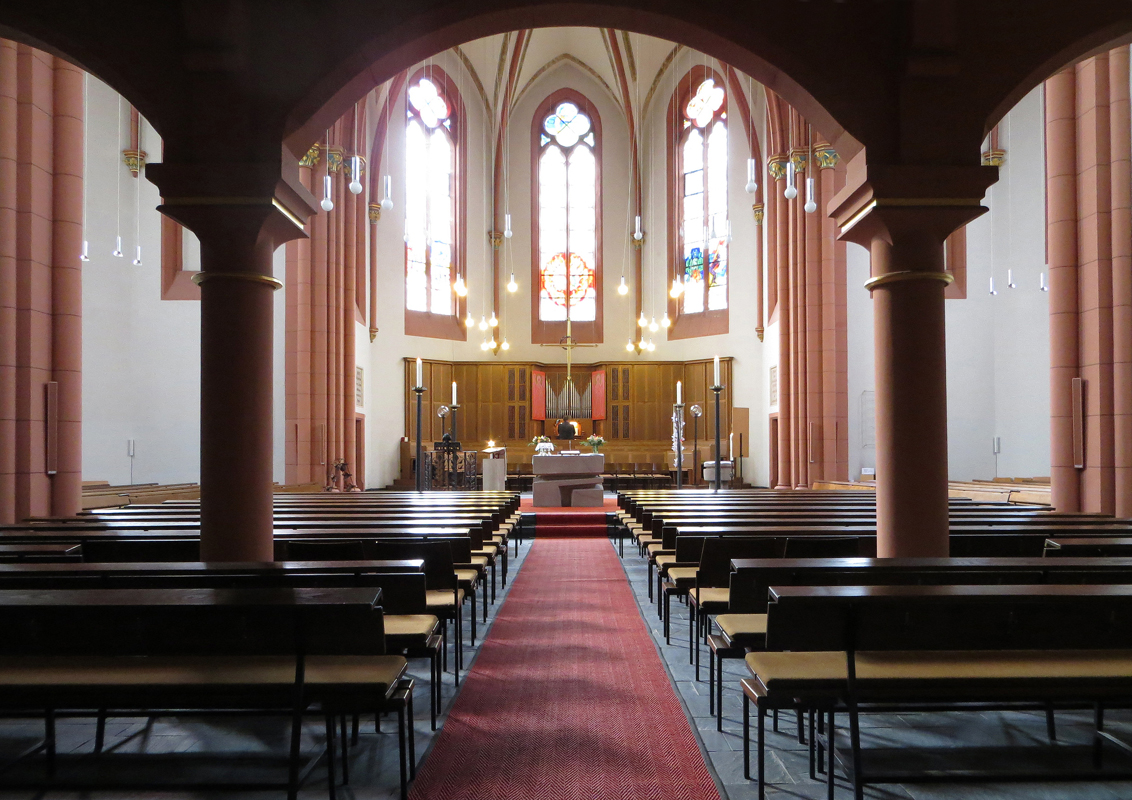
Blick ins Innere

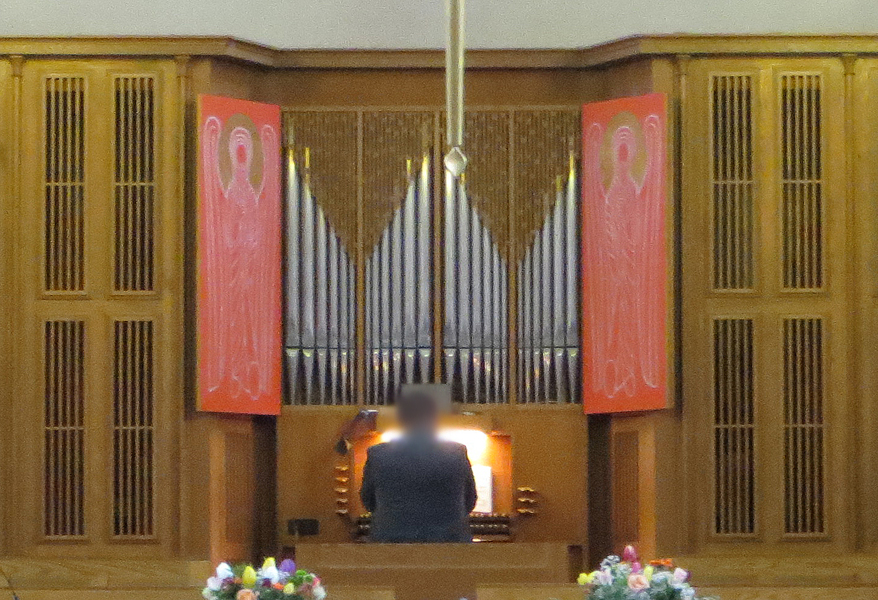
Cartellieri-Orgel

Die Christuskirche in Dudweiler, einem Stadtteil der saarländischen Landeshauptstadt Saarbrücken, ist eine Kirche der Evangelischen Kirchengemeinde Dudweiler/Herrensohr, die dem Kirchenkreis Saar-Ost der Evangelischen Kirche im Rheinland zugeordnet ist. In der Denkmalliste des Saarlands ist die Kirche als Einzeldenkmal aufgeführt.

## Geschichte
In Dudweiler existierte etwa seit dem Jahr 1575 eine lutherische Gemeinde, die aber im Laufe des Dreißigjährigen Kriegs fast vollständig einging. In der Folge war eine regelmäßige Besetzung der Dudweiler Pfarrstelle erst wieder zu Beginn des 18. Jahrhunderts möglich. In der zweiten Hälfte des 19. Jahrhunderts kam es im Zug der Industrialisierung zu einem Bevölkerungswachstum, mit dem auch ein rapides Wachstum der evangelischen Gemeinde in Dudweiler einherging. Die evangelische Kirche zu dieser Zeit, ein 1738 errichteter Bau, der an einen heute noch erhaltenen älteren Glockenturm, den sogenannten „Alten Turm“ angebaut war, konnte der stetig wachsenden Industriegemeinde keinen ausreichenden Platz mehr bieten.
Aus diesem Grund war bereits im Jahr 1873 im Presbyterium ein Kirchenneubau diskutiert worden. Der erste Entwurf (für einen neuromanischen Zentralbau) erhielt in Erwartung zu hoch ausfallender Baukosten sowie vermeintlicher Probleme bei der Akustik keine staatsaufsichtliche Genehmigung und wurde zu den Akten gelegt. Es folgten bis 1879 mehrere Alternativentwürfe, die allesamt bei der Gemeinde auf Ablehnung stießen. Schließlich wurde ein im preußischen Ministerium der öffentlichen Arbeiten angefertigter Bauplan in die Tat umgesetzt. Außerdem wurde zur gleichen Zeit ein Gnadengeschenk bewilligt, das der Gemeinde zuvor in Aussicht gestellt worden war. Der Architekt Carl Schäfer, seit Anfang 1878 im Dezernat für Kirchenbau des Ministeriums der öffentlichen Arbeiten angestellt, zeichnete für den Entwurf verantwortlich. Zum Zeitpunkt der Grundsteinlegung am 18. April 1881 umfasste die evangelische Gemeinde Dudweiler rund 5000 Mitglieder, sodass der Bau der neuen Kirche dringend geboten war. Die örtliche Bauleitung oblag Baurat Ferdinand Neufang (Saarbrücken). Am 1. November 1882 konnte der fertiggestellte Sakralbau eingeweiht werden. Die alte Kirche wurde 1908 bis auf den Turm abgerissen, bis dahin diente sie als Spritzenhaus.
Am 31. Juli 1944 erlitt die Kirche durch ein abgeschossenes US-amerikanisches Jagdflugzeug schwere Schäden.
Nachdem die Kriegsschäden behoben waren, konnte die Kirche am 1. November 1947 wieder geöffnet werden, wobei die reiche Innenausstattung nicht wiederhergestellt wurde.
Von 1964 bis 1965 wurde das Gotteshaus nach Plänen des Architekten Rudolf Krüger (Saarbrücken) Restaurierungs- und Umbaumaßnahmen unterzogen, bei denen die Emporen in den beiden Querschiffen entfernt wurden. Im Jahr 1984 erfolgte unter Architekt Heinrich Otto Vogel (Trier) eine erneute Restaurierung, der im Jahr 1998 eine Restaurierung des Turms folgte.
Im Mai 2009 musste die Kirche wegen gravierender Schäden an mehreren Auflagepunkten der tragenden Balken des Dachstuhls geschlossen werden. Die notwendigen Sanierungsarbeiten, die u. a. auch die bereits erfolgte teilweise Erneuerung der Treppe im Inneren des Turms umfasste, konnten wegen der hohen Kosten nur in mehreren Bauabschnitten erfolgen. Im November 2014 wurde die Kirche schließlich wieder in Nutzung genommen. Die Sanierungsarbeiten waren zu diesem Zeitpunkt jedoch noch nicht abgeschlossen.

## Architektur und Ausstattung
Die Christuskirche wurde aus verschiedenfarbigem Sandstein im neugotischen Stil errichtet. Ein griechisches Kreuz diente dabei als Grundrissform. Die polygonalen Kreuzarme des Chors und der beiden Querarme weisen fünf Seiten auf. Der viergeschossige Glockenturm mit Spitzhelm steht in der Längsachse des Gebäudes und bildet den Abschluss des westlichen Querarms. In den Winkeln der Kreuzarme befinden sich weitere polygonale Baukörper, in denen an der Ostseite die Sakristei sowie eine Taufkapelle untergebracht sind, während sie an der Turmseite Treppenhäuser aufnehmen.
In den 1960er Jahren wurde das Innere der Kirche durchgreifend verändert. Neben der Entfernung der Emporen im südlichen und nördlichen Kreuzarm rückte der Altar vom Chorraum in die Vierung, und das Kirchengestühl wurde um den seitdem zentral ausgerichteten Altarbereich neu angeordnet. Im ursprünglichen Zustand war der Innenraum gemäß den Empfehlungen des Eisenacher Regulativs gestaltet. So befand sich z. B. die Orgel nicht wie heute im Chorraum, sondern dem Altar gegenüber auf der Empore über dem Haupteingangsportal.
Zur Ausstattung der Kirche gehören der im Jahr 1964 von Bildhauer Albert Schilling (Arlesheim, Schweiz) geschaffene Altar und Taufstein. Die Fenster mit Motiven aus dem Alten und dem Neuen Testament wurden 1980–1981 von Maler und Grafiker Werner Persy (Trier) gestaltet.
Die Kirche hat ein Geläut aus vier Glocken, die 1924 und 1963 vom Bochumer Verein gegossen wurden.
Bis zum Jahr 1938 war in einer Mauernische zwischen den Treppenaufgängen zum Kirchengebäude eine Christusfigur aufgestellt, die eine verkleinerte Kopie der 1822 von Bertel Thorvaldsen für die Kopenhagener Frauenkirche geschaffene Christusplastik darstellte. Sie wurde aus verkehrstechnischen Gründen mit Teilen der Treppenanlage entfernt.

## Orgel
Die Orgel der Kirche wurde 1984 von der Werkstatt Gustav Cartellieri Orgelbau erbaut. Das Schleifladen-Instrument verfügt über acht Register, verteilt auf zwei Manuale und Pedal. Die Spiel- und Registertraktur ist mechanisch. Die Disposition lautet wie folgt:
| I Hauptwerk C–g3 |            |    |
| 1.               | Rohrflöte  | 8′ |
| 2.               | Oktave     | 4′ |
| 3.               | Flöte      | 4′ |
| 4.               | Principal  | 2′ |
| 5.               | Mixtur III | 1′ |
| 6.               | Trompete   | 8′ |

| II Manual (Wechselschleifen) C–g3 |           |        |
|                                   | Gedackt   | 8′ B/D |
|                                   | Prinzipal | 4′ B/D |
|                                   | Rohrflöte | 4′ B/D |

| Pedal C–f1 |          |     |
| 7.         | Subbaß   | 16′ |
| 8.         | Oktavbaß | 8′  |

- Koppeln: II/I, I/P